# 筋皮神経
筋皮神経（きんぴしんけい、英語: musculocutaneous nerve）は腕神経叢から出る上腕部、前腕部に走行する末梢神経で、上肢の屈側を走行し、上腕部で、停止する。主な神経支配筋肉は、上腕二頭筋で、上腕と前腕の屈曲運動を司っている。外側前腕皮神経に分枝する。

## 支配筋
- 上腕二頭筋
- 烏口腕筋
- 上腕筋（筋皮神経と橈骨神経の二重支配）